# Yoshitoki Ōima
Yoshitoki Ōima (japonês: 大 今 良 時, Hepburn: Ōima Yoshitoki, Ōgaki, 15 de março de 1989) é uma mangaká japonesa, mais conhecida por suas séries de mangá Koe no Katachi e Fumetsu no Anata e.

## Vida
Ōima nasceu em 15 de março de 1989 na cidade de Ōgaki, Japão, como a terceira filha de uma mãe intérprete de língua de sinais. Devido ao trabalho de sua mãe, Ōima se inspirou para escrever Koe no Katachi, onde teve a ajuda dela e de sua irmã.
Seu primeiro mangá foi Mardock Scramble, uma adaptação do romance de mesmo nome escrito por Tow Ubukata, lançado em 2009. Ela também foi responsável por uma ilustração da sequência final do nono episódio de Attack on Titan. Depois de seu sucesso com Koe no Katachi, Ōima trabalhou ao lado de outros mangakás em um trabalho colaborativo chamado Ore no 100-wame!!. Em 2016, a artista lançou sua terceira série completa, Fumetsu no Anata e.
Em 2015 ela ganhou o Prêmio para Novo Criador por seu trabalho em Koe no Katachi no Prémio Cultural Osamu Tezuka. A série ainda foi indicada para o Eisner Award um ano depois, bem como ao Rudolf-Dirks-Award e ao Prêmio Max & Moritz em 2017 e 2018. Em 2018, ela ganhou no Japan Expo francês o Daruma d′Or Manga por Koe no Katachi e o Daruma de la Meilleure Nouvelle Série por Fumetsu no Anata e.

## Trabalhos
- Mardock Scramble (2009-2012, serializado na Bessatsu Shōnen Magazine)
- Koe no Katachi (2013-2014, serializado na Weekly Shōnen Magazine)
- Ore no 100-wame!! (junto com outros artistas) (2015)
- Fumetsu no Anata e (2016-presente, serializado na Weekly Shōnen Magazine)

## Prêmios
- Prémio Cultural Osamu Tezuka[5]
  - 2015: Prêmio para Novo Criador por Koe no Katachi (ganhou)
- Manga Taishō[10]
  - 2015: Mangá por Koe no Katachi (indicada)
  - 2018: Mangá por Fumetsu no Anata e (indicada)[11]
- Eisner Awards[6]
  - 2016: Melhor Edição dos EUA de Material Internacional - Ásia por Koe no Katachi (indicada)
- Rudolf-Dirks-Awards[7]
  - 2017: Melhor Cenário (Ásia)  for Koe no Katachi (ganhou)
- Prêmio Max & Moritz[8]
  - 2018: por Koe no Katachi (indicada)
- Japan Expo[9]
  - 2018: Daruma d′Or Manga por Koe no Katachi (ganhou)
  - 2018: Daruma de la Meilleure Nouvelle Série por Fumetsu no Anata e (ganhou)